# 栄町立北辺田小学校
栄町立北辺田小学校（さかえちょうりつ きたべたしょうがっこう）は、千葉県印旛郡栄町北辺田にあった公立小学校。

## 概要
栄町立北辺田小学校は､栄町の北東部に位置し北西側には利根川が流れ､水田地帯が広がる小高い丘の上に立地する学校である。古村の伝統を引き継ぎ、千年余り続く地域伝統芸能である獅子舞も、二つの地区に今なお残り伝承されている。長い伝統を誇る学校であり、児童は全体に心優しく明るく朗らかである。生徒数減により、平成27年3月をもって安食台小学校へ統合される形で閉校した。平成26年8月放送の24時間テレビでは、閉校され使われなくなる北辺田小学校の校舎を用いたトリックアート制作模様が取り上げられた。また平成27年3月の閉校式では日本航空社員が指導のもと、児童たちが校舎屋上から紙ひこうきを一斉に飛ばす「折り紙ヒコーキ教室」が開かれた。

## 沿革
- 1892年（明治25年）10月15日 - 蓮常寺を仮校舎として北辺田尋常小学校が開設。
- 1899年（明治32年）9月23日 - 現在の場所に校舎を新築する。
- 1900年（明治41年）4月1日 - 須賀小学校を合併し3学級となる。
- 1941年（昭和16年）4月1日 - 学校名を北辺田国民学校と改称する。
- 1947年（昭和22年）4月10日 - 安食町立北辺田小学校と改称する。
- 1952年（昭和27年）10月15日 - 創立60周年記念式典を催す。
- 1957年（昭和32年）8月9日 - 校旗及び校章制定。
- 1968年（昭和43年）10月15日 - 創立80周年記念事業により校歌制定、記念式典を催す。
- 1992年（平成4年）11月12日 - 創立100周年記念式典を催す。
- 2014年（平成26年）8月31日 - 生徒数減により、閉校され使われなくなる北辺田小学校の校舎を用いたトリックアート制作模様が取り上げられ、スタジオにも児童が出演した。
- 2015年（平成27年）3月31日 - 生徒数減により、安食台小学校へ統合され閉校。

## 学区
須賀、須賀新田、北辺田、矢口、興津及び麻生の区域

## 進学
- 栄町立栄中学校